# Ǻ
Ǻ, ǻ – litera rozszerzonego alfabetu łacińskiego, powstała poprzez połączenie litery A z akutem i kółkiem. Wykorzystywana jest w językach duńskim i norweskim. 

## Wykorzystanie
W języku norweskim akcent ostry może być używany do wskazania intonacji i jest czasami używany nad literą Å do rozróżnienia w piśmie niektórych homonimów. W języku duńskim akcent ostry może być użyty ponad samogłoskami w celu rozróżnienia homonimów, ale zaleca się unikanie stosowania ostrego akcentu nad Å.

## Kodowanie
| Znak                   | Ǻ                                                | Ǻ                                                | ǻ                                        | ǻ                                        |
| ---------------------- | ------------------------------------------------ | ------------------------------------------------ | ---------------------------------------- | ---------------------------------------- |
| Nazwa w Unikodzie      | Latin capital letter A with ring above and acute | Latin capital letter A with ring above and acute | Latin letter A with ring above and acute | Latin letter A with ring above and acute |
| Kodowanie              | dziesiątkowo                                     | szesnastkowo                                     | dziesiątkowo                             | szesnastkowo                             |
| Unicode                | 506                                              | U+01FA                                           | 507                                      | U+01FB                                   |
| UTF-8                  | 199 186                                          | c7 ba                                            | 199 187                                  | c7 bb                                    |
| Odwołania znakowe SGML | &#506;                                           | &#x01FA;                                         | &#507;                                   | &#x01FB;                                 |